# Alain Oriol
 (octobre 2018).
Si vous disposez d'ouvrages ou d'articles de référence ou si vous connaissez des sites web de qualité traitant du thème abordé ici, merci de compléter l'article en donnant les références utiles à sa vérifiabilité et en les liant à la section « Notes et références ».
Pour les articles homonymes, voir Oriol.
Alain Oriol est le cofondateur et directeur des rédactions des Éditions Milan. Il a également écrit le scénario d'une série de bande dessinée.

## Biographie
Alain Oriol, né le 24 septembre 1942, est un ancien professeur de français et il a écrit un ouvrage sur Arthur Rimbaud.

## Œuvres

### Bande dessinée
- Série Une aventure de Rémi Forget, scénario d'Alain Oriol, dessins de Serge Carrère[1]
  1. Le Masque de la peur (Éditions Milan, 1985)
  2. L'Herbe du pendu (Éditions Milan, 1986)

### Littérature
- Arthur Rimbaud (Éditions Milan, coll. « Les essentiels Milan », 2001)  (ISBN 2841132730)